# Pijnven

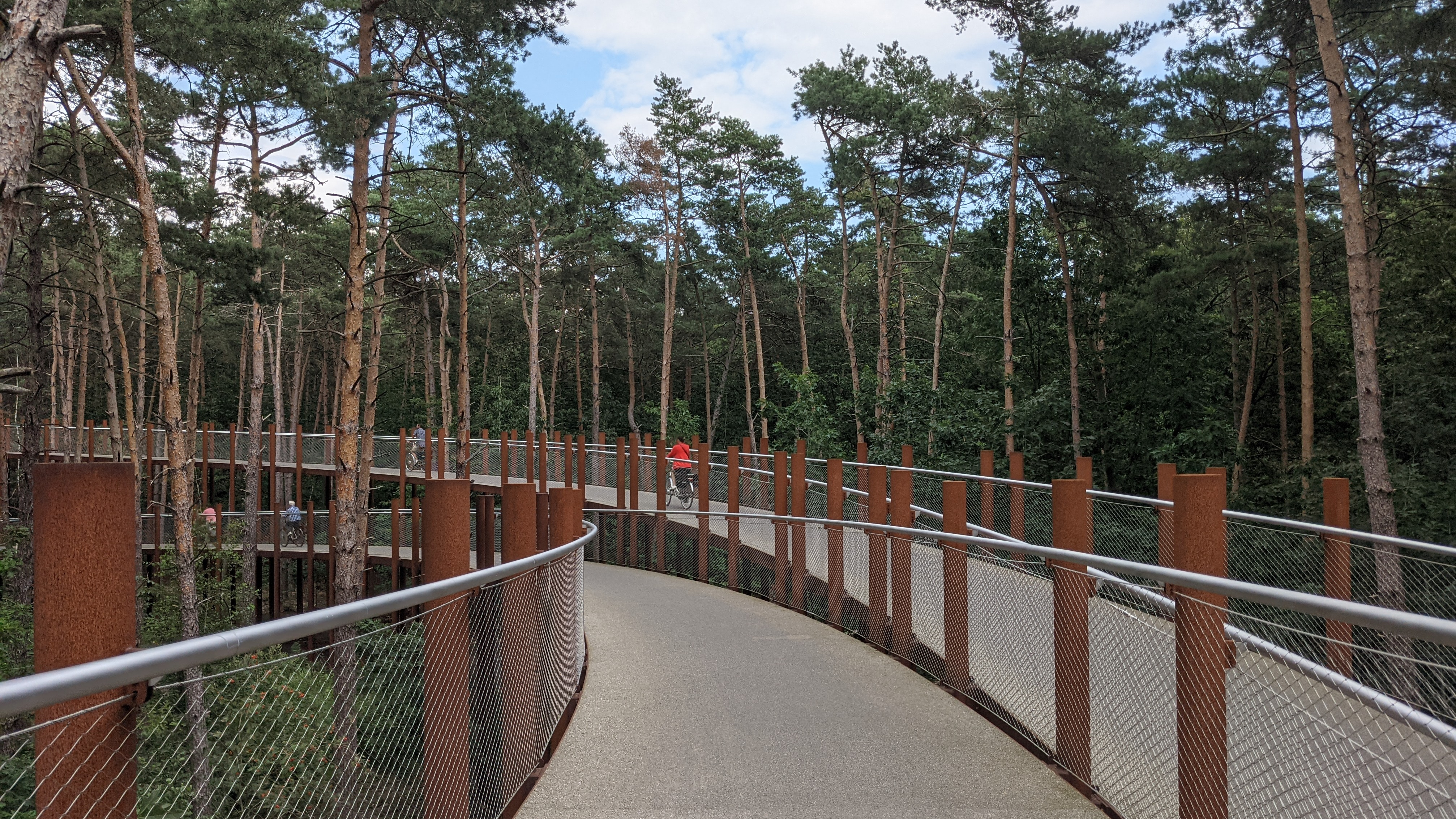
Fietsen door de Bomen

Het Pijnven is een Provinciaal Domein van 2000 ha, dat is gelegen in de gemeenten Lommel, Hechtel-Eksel en Overpelt. Sinds 2023 maakt het gebied deel uit van Nationaal Park Bosland.
Aan de zuidkant wordt het gebied begrensd door de vallei van de Grote Nete.
Het gebied bevindt zich tussen de plaatsen Kerkhoven en Eksel. Het is eigendom van de Vlaamse Overheid en wordt beheerd door het Agentschap voor Natuur en Bos. Daarbij gaat het om een voormalig heide- en stuifzandgebied dat vanaf 1904 werd beplant met grove den, ten behoeve van de productie van mijnhout. In dezelfde tijd werd ook te Ravels een soortgelijke bosaanplant verricht. Tegenwoordig tracht men meer variatie in het eentonige bos aan te brengen, waardoor het zich geleidelijk als loofbos zal ontwikkelen. In het gebied zijn enkele heiderestanten aanwezig en een ven waaraan het bos zijn naam te danken heeft. De zwarte specht, ransuil, buizerd, sperwer, wespendief en nachtzwaluw zijn bewoners van het bos.
Aan de Kiefhoekstraat, in het westelijk deel van het bos, in de gemeente Hechtel-Eksel is een bosmuseum gevestigd dat de geschiedenis en de ecologie van het Kempens bos belicht. Hier is ook speelgelegenheid. Van hier uit starten vier wandelingen van verschillende lengte. Sommige gedeelten van het bos zijn echter niet toegankelijk omdat ze rustgebied voor dieren zijn, of tot bosreservaat zijn uitgeroepen.
Onder meer vanuit de Universiteit Gent worden in het bos grootschalige beplantingsexperimenten uitgevoerd onder de naam Forbio. Op vierkante percelen worden daartoe bomen van diverse soorten geplant en wordt gekeken hoe het bos en de biodiversiteit zich daar ontwikkelen. In sommige van de 41 proefvakken wordt één boomsoort geplant, en zo verder tot vier boomsoorten.
Het Pijnven maakt deel uit van een groter boscomplex in de Lage Kempen, dat tegenwoordig onder de naam Bosland bekendstaat. Fietsen door de Bomen is een attractie voor fietsers in dit natuurgebied.

## Galerij

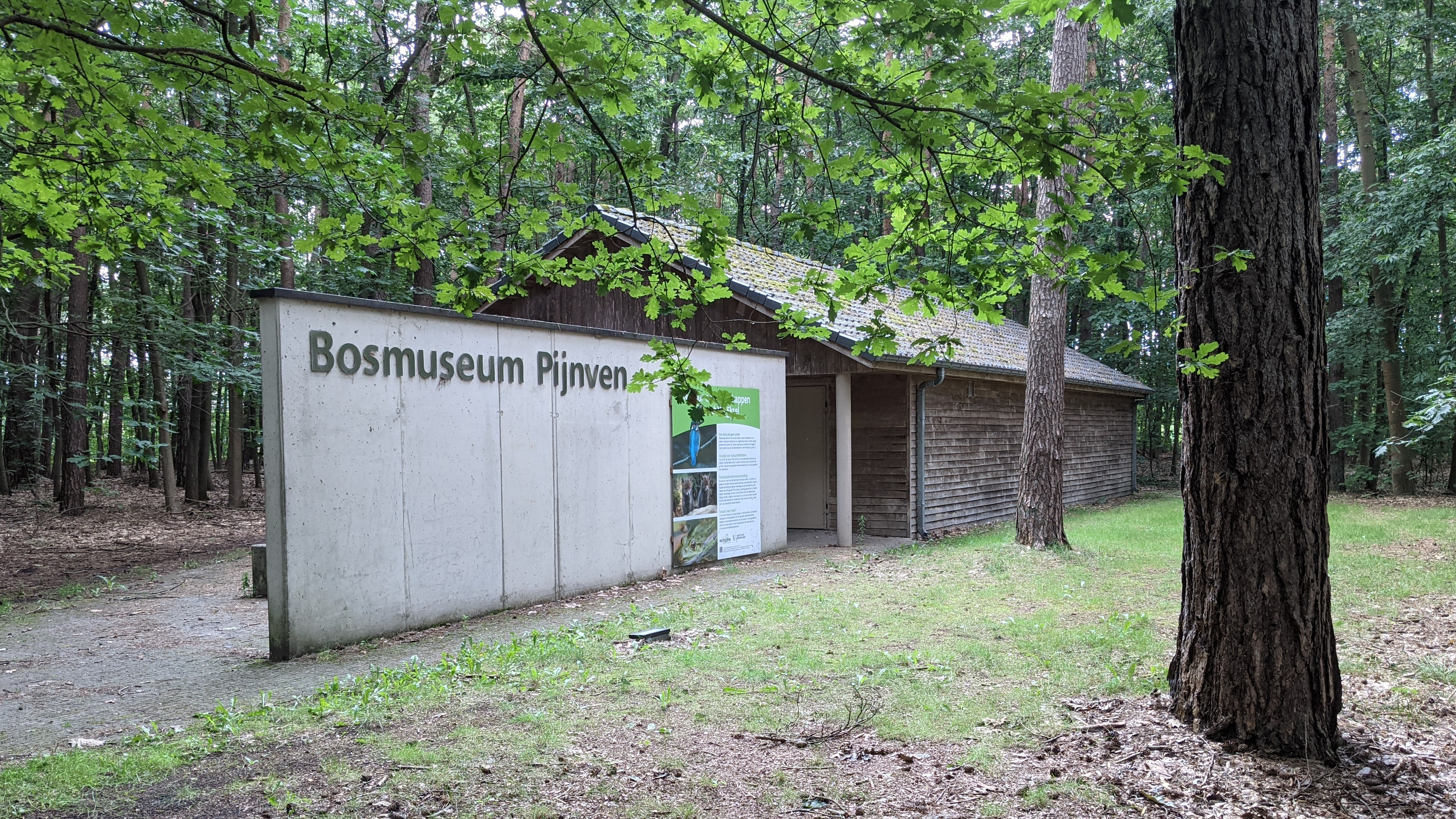
Bosmuseum
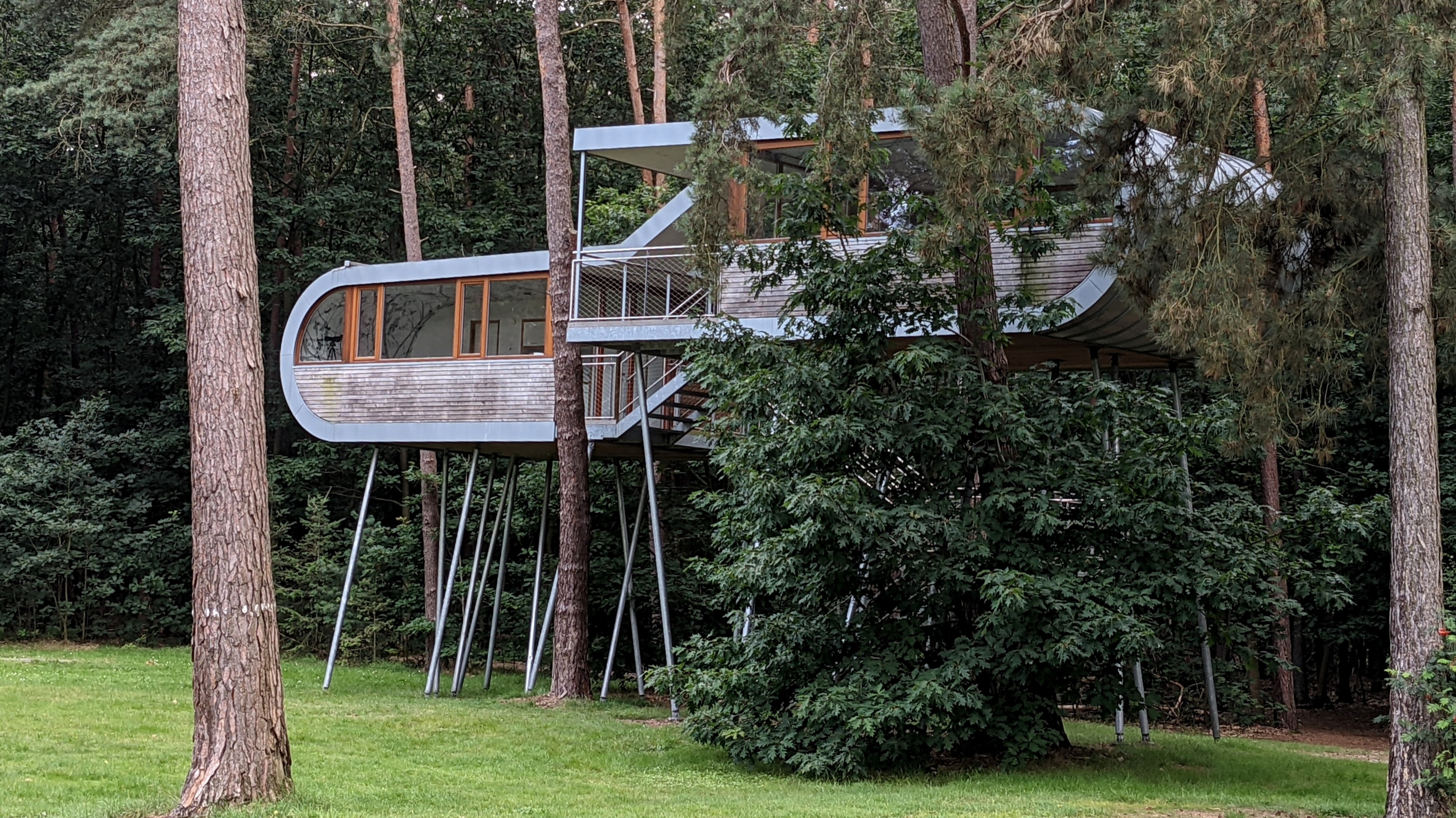
The Tree House
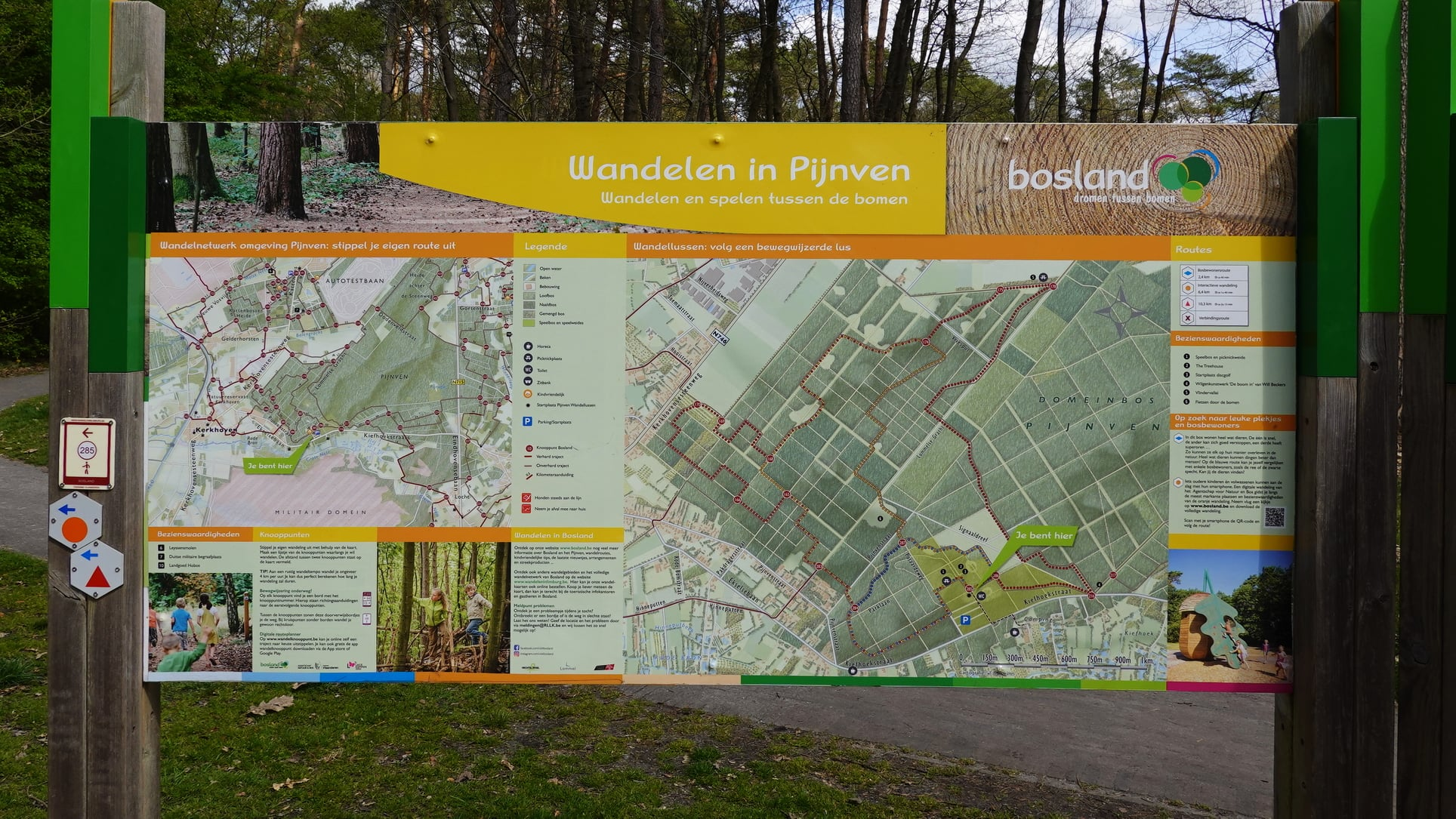
Pijnven